# Ludești
Ludești est une commune du județ de Dâmbovița en Roumanie.